# 앙드레 코르뱅통
앙드레 코르뱅통(프랑스어: André Corvington, 1877년 11월 19일 ~ 1918년 12월 13일)은 아이티의 펜싱 선수로 1900년 하계 올림픽의 플뢰레 개인전에 참가했다.